# Ein junger ehrgeiziger Student
Ein junger ehrgeiziger Student ist ein wahrscheinlich im Dezember 1914/Januar 1915 entstandenes Prosastück von Franz Kafka, das erst 1994 veröffentlicht wurde.
Ein Student plant intensiv, eine selbst erdachte Methode der Pferdedressur zum Erfolg zu bringen.

## Ursprung
Die Niederschrift des Prosastückes erfolgte in Kafkas „Elberfeldheft“, wobei der letzte Satz in diesem Heft erst nach einer Reihe weiterer Texte zu finden ist. Wann Kafka das Stück begonnen hat, ist nicht eindeutig zu belegen. Wahrscheinlich wurde Kafka durch eine Veröffentlichung über die denkenden Pferde von Elberfeld von 1914 angeregt.
Dieses Prosastück wurde bisher selten interpretiert.

## Inhalt
Ein junger ehrgeiziger Student interessiert sich für den Fall der Pferde von Elberfeld. Er möchte eigene Versuche zu diesem Thema durchführen. Er plant, wie er zu Geld für die Beschaffung eines Pferdes kommen könnte, nämlich weiter die Zuwendungen seiner Eltern beziehen, die ihn weiter für einen eifrigen Studenten halten sollen, aber auch tagsüber Nachhilfeunterricht geben.
Er hat auch genaue Vorstellungen von seiner neuen Art der Pferdedressur: Die Dressur soll nicht wie üblich mit der Peitsche erfolgen, sondern durch permanente Zuwendung und Beschulung beim Training, das immer nachts durchgeführt wird. Nicht kurzfristige Einzelerfolge sind anzustreben wie bei anderen Dresseuren, sondern ein irgendwie geartetes höheres Ziel, das nicht näher erläutert wird.
Am Ende aber beschleicht ihn der Verdacht, dass doch kaum er als unerfahrener Einzelner allen Kennern gegenüber recht behalten soll.

## Form
Es handelt sich um eine in sich ungegliederte kurze Erzählung ohne Handlungsabläufe und ohne direkte Rede. Die Erzählperspektive ist distanziert, der Student ist der durchgängige Gegenstand der nüchternen Betrachtung. Die Sprache ist geprägt von langen Sätzen, Bedingungssätzen, in sich verschachtelten Sätzen, durch Kommata getrennten Satzreihungen. Man erlebt textlich mit, wie der Student versucht, logische Gedankengebäude aufzubauen, die ihn zum Ziel bringen sollen, aber es drückt sich da auch eine Besessenheit aus. Das Prosastück enthält ausschließlich Planungsüberlegungen, keine einzige reale Aktion, es herrscht der Konjunktiv II vor.
Hier sind Aufbaumechanismen zu erkennen, die auch in anderen Kafka-Werken hervortreten. Bereits der erste Satz umreißt alles (siehe Zitat). Dies kennt man z. B. aus Der Verschollene oder Der Process.
Andererseits wird mit dem letzten Satz wieder alles negiert. Auch dieser Mechanismus ist bei verschiedenen Stücken kennzeichnend. Siehe Eine Kreuzung, Das Stadtwappen.

## Textanalyse
Der Student ist ehrgeizig, aber wie bereits der erste Satz erkennen lässt, nicht in seinem Studienfach, das nicht näher genannt wird. Die denkenden Pferde von Elberfeld treiben ihn um, also ein Sujet, das man zwischen Verhaltensforschung und Varieté ansiedeln kann. Die Person des Studenten wird kaum allgemein charakterisiert. Er stammt offensichtlich von kleinen Leuten ab, armen Provinzlern. Ob ihn die Mühsal des Studiums oder die Kargheit der Lebensführung zu seiner fixen Idee treibt, wird ebenfalls nicht erläutert. Vielleicht ist es einfach ein ernsthaftes Berührtsein von dieser Idee um ihrer selbst willen.
Er ähnelt hier durchaus den beiden Personen aus Der Dorfschullehrer (ebenfalls 1914 entstanden), die sich beide als Laien intensiv einem wissenschaftlichen Thema verschrieben haben, aber keine Anerkennung erhalten.
Mit dem besagten letzten Satz des Zweifels scheint das Kafka’sche Scheitern auch für den ehrgeizigen Studenten im Raum zu stehen. Aber was hat er denn eigentlich genau gewollt? Irgendein höheres Ziel der Tierbeschulung? Ähnliches wie für den Affen Rotpeter aus Ein Bericht für eine Akademie, wo ein Affe geradezu manisch versessen mit mehreren Lehrern gleichzeitig lernt, um menschenähnlich zu werden?
Das Thema des von seinen Studien abweichenden Studenten hat Kafka bereits 1911 in Die städtische Welt aufgegriffen. Der dortige Protagonist, bereits älter und ein säumiger Doktorand, unter dem Einfluss des Vaters, ohne dessen Wünsche erfüllen zu können, ist allerdings eine traurige Gestalt im Vergleich zu dem hiesigen Studenten, der sich ernsthaft, selbstbestimmt und mit einer einsamen Entschlossenheit seiner Sache verschreibt.

## Zitat
- „Ein junger ehrgeiziger Student, der sich für den Fall der Pferde von Elberfeld sehr interessiert und alles was über diesen Gegenstand im Druck erschienen war genau gelesen und überdacht hatte, entschloss sich auf eigene Faust Versuche in dieser Richtung anzustellen und die Sache von vornherein ganz anders und nach seiner Meinung unvergleichlich richtiger anzufassen als seine Vorgänger.“

## Ausgaben
- Franz Kafka: Die Erzählungen. Originalfassung. Herausgegeben von Roger Hermes. Fischer Verlag, Frankfurt/Main, 1997, ISBN 3-596-13270-3.
- Franz Kafka: Nachgelassene Schriften und Fragmente I. Herausgegeben von Malcolm Pasley. Fischer Verlag, Frankfurt/Main 1993, ISBN 3-10-038148-3, S. 225–228.

## Sekundärliteratur
- Peter-André Alt: Franz Kafka: Der ewige Sohn. Eine Biographie. C.H. Beck, München 2005. ISBN 3-406-53441-4.
- Bernard Dieterle: Kleine nachgelassene Schriften und Fragmente 2. In: Manfred Engel, Bernd Auerochs (Hrsg.): Kafka-Handbuch. Leben – Werk – Wirkung. Metzler, Stuttgart, Weimar 2010, ISBN 978-3-476-02167-0, S. 260–280, bes. 269 f.